# Sutjeska (film)
Sutjeska este un film de partizani, dramatic, epic, de război din 1973. A fost realizat de regizorul croat Stipe Delić. Filmul descrie bătălia de pe râul Sutjeska din 1943, când 20. 000 de partizani iugoslavi conduși de Iosip Broz Tito (interpretat de Richard Burton) ajung să fie înconjurați de 120.000 de soldați bine-înarmați ai Axei în munții Bosniei și trebuie să scape din încercuire. Filmul este unul dintre cele mai scumpe realizate vreodată în Iugoslavia. A fost propunerea iugoslavă pentru cel mai bun film străin la premiile Oscar din 1974, dar nominalizarea nu a fost acceptată. De asemenea, a participat la cel de-al 8-lea Festival Internațional de Film de la Moscova, unde a câștigat un premiu special.
A primit 3 premii Arena de Aur și un premiu Arena de Bronz, inclusiv premiul Marea Arenă de Aur pentru cel mai bun film, la Festivalul de Film de la Pula.

## Prezentare
Bosnia și Herțegovina ocupată de germani, 1943; sub conducerea credincioasă a mareșalului Tito, partizanii iugoslavi, de câțiva ani, au dus o luptă acerbă împotriva puterilor ocupante ale Axei. În ciuda faptului că au fost slab înarmați, slab pregătiți și depășiți numeric, au reușit să își refacă forțele într-o regiune muntoasă dură numită Durmitor din nordul Muntenegrului. Cu toate acestea, răgazul lor este de scurtă durată, deoarece puterile combinate externe și interne ale Axei încep o ofensivă de încercuire, depășindu-i pe partizanii în proporție de 6 la 1. Partizanii nu au de ales decât să lupte pentru a ieși din încercuire, apoi să se îndrepte spre estul Bosniei. În sfârșit, se ciocnesc cu forțele Axei pe câmpiile de lângă râul Sutjeska din sud-estul Bosniei.
Diferite persoane sunt prinse în lupte, cum ar fi un dalmațian care și-a pierdut toți copiii în timpul războiului. Pe măsură ce luptele se intensifică, povestea și scenele sunt atrase din ce în ce mai mult în lupta colosală, iar ambele părți sunt forțate să intre într-un conflict care poate fi descris doar ca un iad viu. Scenele de luptă sunt întrepătrunse cu agoniile și destinele personale ale personajelor principale, de la comandanți supremi la simpli soldați.
Ofensiva se termină cu eșecul Axei, dar partizanii nu au chef să sărbătorească - au suferit pierderi devastatoare. Cu toate acestea, ei sunt încă în marș...

## Distribuție
- Richard Burton - Iosip Broz Tito[8]
- Ljuba Tadić - Sava Kovačević,[9] unul dintre eroii mișcării comuniste partizane[8]
- Bata Živojinović - Nikola[8]
- Miroljub Lešo - Boro[8]
- Irene Papas - mama lui Boro[8]
- Milena Dravić - Vera[8]
- Bert Sotlar - Barba[8]
- Boris Dvornik - Ivan[8]
- Rade Marković - Radoš[8]
- Ljubiša Samardžić - Stanojlo[8]
- Milan Puzić - Membru al Cartierului General al Partizanilor
- Kole Angelovski - Prietenul lui Stanojlo
- Stole Aranđelović - Preot
- Relja Bašić - Capt. Stewart
- Branko Špoljar - Membru al Statului Major General
- Petar Banićević - Capt. William Deakin
- Günter Meisner - Gen. Rudolf Lüters
- Anton Diffring - Gen. Alexander Löhr
- Michael Cramer - Col. Wagner
- Orson Welles - Winston Churchill

## Producție
A fost produs de Bosna Film, Sutjeska Film din Sarajevo și Filmska radna zajednica (FRZ) Sutjeska. Filmul Sutjeska a fost realizat cu mare ambiție, pentru a obține un succes mai mare decât Bătălia de pe Neretva, cel mai spectaculos și cel mai vizionat (până în acel moment) film de partizani al cinematografiei socialiste, cu o serie de vedete internaționale.
Sutjeska ar fi trebuit inițial să fie regizat de Veljko Bulajić, după succesul mondial al filmului Bătălia de pe Neretva. Într-un interviu din 2013, el a spus că l-a evitat și a fost supărat, deși după Bătălia de pe Neretva i-a fost oferit un buget nelimitat și libertate de creație. Potrivit lui Bulajic, opoziția sa a fost din motive politice. Conducerea bosniacă de atunci a dorit să își consolideze și mai bine relațiile cu Tito, așa că au insistat ca Sutjeska să fie realizat ca un film despre o mare victorie a partizanilor, deși Bulajić a subliniat că a fost de fapt o mare înfrângere a partizanilor. Bulajić nu s-a opus să facă un film pentru că a fost o înfrângere în luptă, pentru că se poate face un film grozav despre o înfrângere, dar nu a vrut să facă un film despre o înfrângere prezentată ca și cum ar fi fost o victorie. Politicienii, pe de altă parte, au vrut să fie un film despre victorie și au insistat mai ales ca Richard Burton, care ulterior a jucat un rol foarte prost, să joace în acest film. Consecința tuturor acestor aspecte a fost că s-au cheltuit mai mulți bani pe Sutjeska decât pe Neretva, dar filmul nu a fost prezentat nicăieri în străinătate. A mers foarte prost, ca un exemplu clasic a ceea ce se întâmplă atunci când politicienii se implică în arta cinematografică.
Conform cărții lui Džavid Husić, Film Sutjeska: Cronica unui film, (publicat de FRZ Sutjeska și Zeta Film, 1973), producția filmului pe trei ani a fost dificil de finalizat, cu asistență financiară și materială din partea a 285 de companii („organizații de lucru”) și Participarea financiară a Zeta Film ca distribuitor iugoslav. Potrivit lui Hoskić, Bulajić a renunțat la regia filmului în faza de pregătire prealabilă, în 1970, planificând să rămână supraveghetorul de producție și ca filmul să fie regizat de primul său asistent de regie în Bătălia de pe Neretva, Stipe Delić, dar acesta s-a retras din producție pentru că era scenaristul filmului. Scenariștii filmului Neretva nu au fost selectați. În primele etape ale producției, Bulajic a criticat cu înverșunare toate versiunile scenariului scrise de scenaristul ales al filmului, eminentul scriitor sârb Branimir Šćepanović.
Filmul a avut sprijinul personal al lui Iosip Broz Tito, care a fost prezent pe platoul de filmare și a aprobat selecția lui Richard Burton în rolul principal. În primele etape ale scenariului, scenaristul italian Ugo Pirro, co-scenarist al Bătăliei de pe Neretva, a colaborat și Orson Welles, care a programat să apară și Winston Churchill în primele etape ale scenariului (nu a fost inclus în versiunile ulterioare a scenariului). În film a apărut și vedeta filmului elen Irena Papas, iar muzica a fost compusă de Mikis Theodorakis. În timpul producției, un număr de colaboratori au părăsit platoul de filmare: asistentul de regie Mate Relja, asistentul de regie Milo Đukanović, scenograful principal Vladimir Tadej, actrița Ružica Sokić, Ugo Pirro și alții.
Sutjeska a rămas singurul lungmetraj regizat de Stipe Delic.

## Lansare
Sutjeska a fost distribuit internațional sub titlurile Bătălia de pe Sutjeska (Bitka na Sutjesci) și A cincea ofensivă (Peta ofenziva) și a fost vândut în Uniunea Sovietică, Ungaria, România, Polonia, Bulgaria, Seychelles, Republica Democrată Germană, Grecia, Italia, Puerto Rico, Danemarca, Liban, Iordania, Siria, Kuweit, Bahrain, Emiratele Arabe Unite, Egipt, Sudan, Iran, Finlanda, Spania, Statele Unite, Nicaragua, Irlanda, Portugalia, India, Nigeria, Ghana, Gambia , Sierra Leone, Sri Lanka, Birmania, Hong Kong, Algeria, Republica Federală Germania, Austria, Elveția, toată America Latină, Africa de Vest, Thailanda, Danemarca, Suedia, Siria, Turcia, Etiopia, Franța, Marea Britanie, Taiwan, Australia, Spania și Olanda.

## Primire
Filmul a participat în programul competițional al Festivalului de Film de la Moscova din 1973 (condus de Serghei Bondarciuk) unde a primit un premiu special.
Filmul a câștigat trei premii naționale Arena de Aur a Festivalului de Film de la Pula - la categoriile: cel mai bun film (Stipe Delić), cel mai bun scenariu (Branimir Šćepanović) și cel mai bun actor (Ljubiša Samardžić), precum și Premiul Arena de Bronz pentru regie (Stipe Delić).
Lexiconul german al filmelor internaționale spune despre Sutjeska că este un „Film naționalist, generos [în scenele] de război, plin de patos și glorificări”.